# Octoglyphus pulcher
Octoglyphus pulcher är en mångfotingart som beskrevs av Imre Loksa 1960. Octoglyphus pulcher ingår i släktet Octoglyphus och familjen Glyphiulidae. Inga underarter finns listade i Catalogue of Life.